# ديفيد بروس (ممثل)
ديفيد بروس (بالإنجليزية: David Bruce)‏ مواليد 6 يناير 1914 في كانكاكي، الولايات المتحدة - الوفاة 3 مايو 1976 في هوليوود، الولايات المتحدة، هو ممثل أمريكي بدأ مسيرته الفنية سنة 1940. شارك في قرابة 60 فلما. من أعماله الرقيب يورك.

## روابط خارجية
- ديفيد بروس على موقع IMDb (الإنجليزية)
- ديفيد بروس على موقع أول موفي (الإنجليزية)
- ديفيد بروس على موقع قاعدة بيانات الفيلم (الإنجليزية)